# Laputa

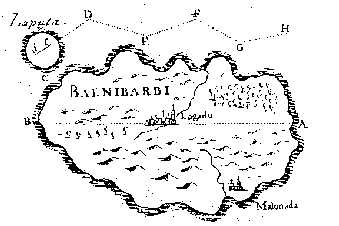
Mapa de Laputa y Balnibarbi. Anterior a 1726. Hermann Moll.

Laputa es una isla imaginaria descrita en el libro Los viajes de Gulliver, de Jonathan Swift, con la característica de poder volar. Tiene una base de diamante y flota en el aire por medio de un gigantesco imán. Este dispositivo natural les permite a sus habitantes dirigirla en cualquier dirección sobre el territorio de Balnibarbi (único donde los minerales responden al influjo magnético de la isla) y, de este modo, dominarlo.      

## Sus habitantes

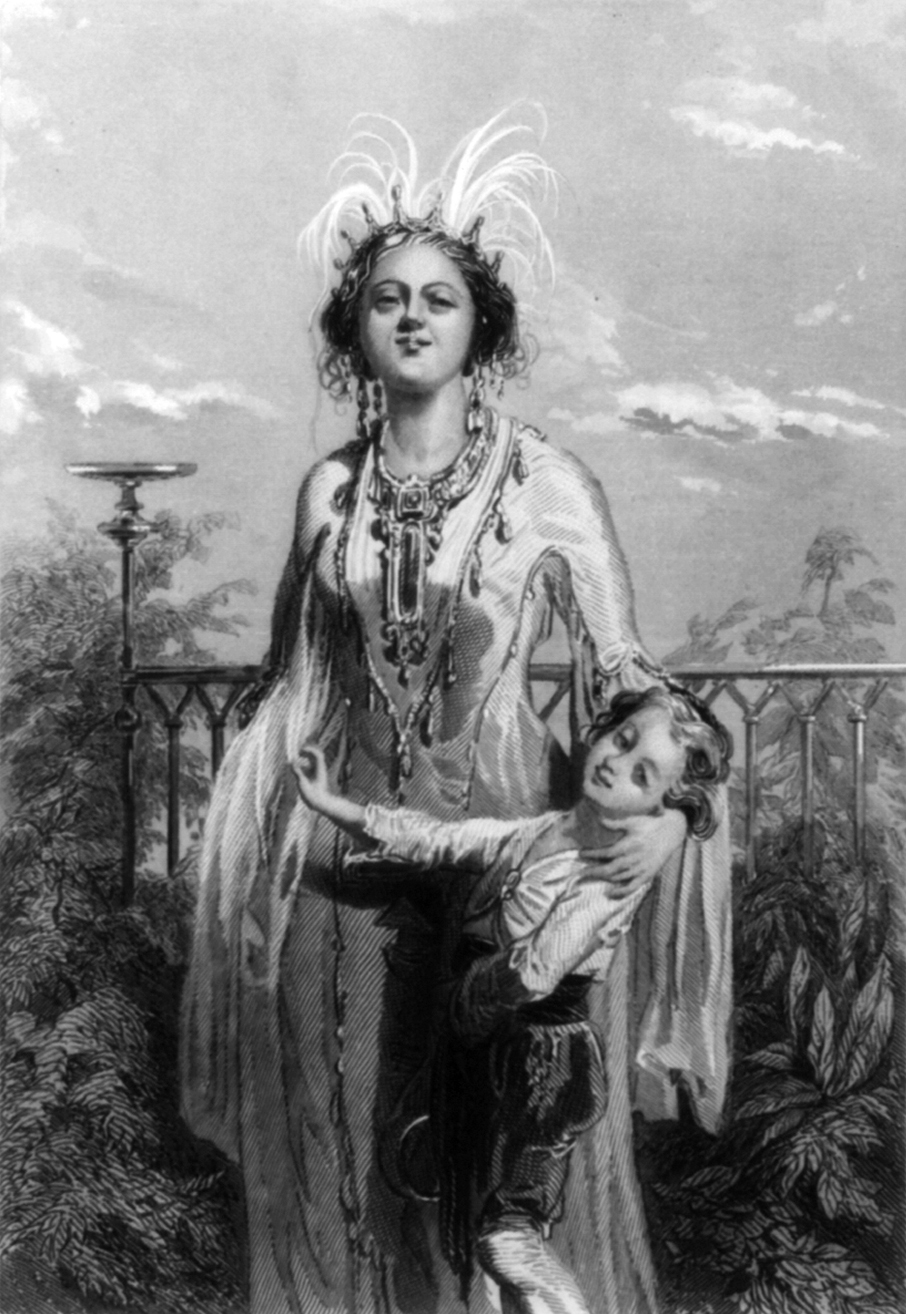
La reina de Laputa.

Los habitantes de Laputa están muy interesados en las matemáticas y la música, pero no saben emplear sus conocimientos con fines prácticos. Descritos como distraídos, se pierden cuando conversan con otros, motivo por el cual son asistidos por "golpeadores" que les indican cuando hablar y cuando escuchar. 
Las mujeres de la isla, poco versadas en las ciencias mencionadas, suelen tomar amantes de la isla de Balnibarbi y, ocasionalmente, huir con ellos a tierra firme. Gulliver descubre que se dedican más a pensar proyectos que a ponerlos en ejecución. En su visita, el autor es informado de que han descubierto dos satélites de Marte (un siglo antes de su descubrimiento real), que han listado más de diez mil estrellas fijas y calculado con gran precisión el período de 93 cometas. Su escasa habilidad se pone de manifiesto al relatar el autor la incapacidad para diseñar adecuadamente la ropa. 
La descripción de la isla de Laputa y sus gobernantes parece ser una sátira de la Royal Society.

## Cine

### La recompensa
En la película animada de Hayao Miyazaki El castillo en el cielo hay una ciudad flotante llamada Laputa, en homenaje a la isla del libro de Jonathan Swift. En el antiguo doblaje español de la película, cuando se han de referir a la isla flotante de Laputa, la denominan Lapunto. En la versión doblada al español en México sí mencionan la palabra "Laputa", al igual que en el nuevo doblaje español supervisado por Miyazaki para que pudiera ser lo más fiel posible al original.

## Música
Durante los 90 estuvo en activo en Japón una banda llamada Laputa, dentro de la corriente del rock visual. Su nombre es una alusión a la isla flotante de Los viajes de Gulliver.

## Traducciones
Dado el evidente carácter malsonante en español como «la puta» —el cual fue usado deliberadamente por Jonathan Swift en referencia a Gran Bretaña y su dominación sobre Irlanda—, muchos traductores y editores han decidido cambiar el nombre por otros parecidos, por ejemplo: Lupata, Laput o Lapuda. Por supuesto, de esta manera se pierde la intención original del autor: representar la explotación de Irlanda que sería Balnibarbi por parte de Inglaterra, es decir Laputa, en el siglo XVIII